# Кирино Тосиаки
Кирино Тосиаки (桐野 利秋, 11 декабря 1838 – 24 сентября 1877) — японский самурай позднего периода Эдо, впоследствии стал генералом Японской Императорской Армии начала эпохи Мэйдзи. 

## Биография
Кирино, также известный как Накамура Хандзиро (яп.中), был известен как один из четырех хитокири Бакумацу. Деятельность Кирино в начале-середине 1860-х годов в основном была сосредоточена в Киото. Во время войны Босин, будучи старшим командиром сил Сацума, он был высокопоставленным офицером новой императорской армии. Именно Кирино был представителем Императорской Армии при сдаче замка Вакамацу, где он получил прошение о капитуляции от Мацудайры Катамори, даймё Аидзу.
Кирино стал бригадным генералом в первые годы Японской императорской армии. Однако он присоединился к силам Сайго Такамори во время восстания Сацума, приняв участие в марше на север в Кумамото. Кирино оставался с Сайго до конца и был убит в конце восстания и был похоронен вместе со многими самураями.